# Murielle-Claude Nanié
Murielle-Claude Nanié (née en Côte d'Ivoire), est une reine de beauté ivoirienne, élue Miss Côte d'Ivoire 2008, puis Miss Cedeao 2008 .

## Biographie
Le 19 avril 2008, Nanié Murielle Claude est élue, au titre de la diaspora, à la présélection de Lyon, en France. Bien avant Murielle, plusieurs présélections à Paris avaient donné l’occasion à plusieurs jeunes expatriées ivoiriennes de participer à ce concours mais aucune d’elle n’avait été couronnée sur le plan national.
Le 2 juillet, Murielle est élue Miss Côte d’Ivoire 2008. Âgée de 23 ans, titulaire d’une licence en communication professionnelle et mesurant 1,73 m pour 58 kg, Murielle conquiert, quelques mois plus tard, le titre de Miss Cedeao 2008 devant 13 autres candidates à Yamoussoukro. Elle ne s’arrêtera pas là. Puisque le 7 août 2009, à Brazzaville, elle est élue Miss Fespam au cours de la 5e édition du Festival Panafricain de musique (fespam).